# Ilie Balaci
Ilie Balaci (n. 13 septembrie 1956, Bistreț, România – d. 21 octombrie 2018, Craiova, România) a fost un jucător și antrenor de fotbal din România. Supranumit „Minunea blondă”, Balaci s-a consacrat ca unul dintre cei mai buni jucători români de fotbal. Cariera sa de fotbalist se leagă de marile succese obținute de Universitatea Craiova la începutul anilor 1980. Din păcate, a avut un final prematur de carieră, din cauza a 2 grave accidentări. Prima accidentare (care de fapt a fost o autoaccidentare) a fost la turneul amical de fotbal din vara anului 1983 la care naționala a participat la invitația clubului PSG, în 12 iulie 1983 la meciul România - PSG 1-0, în min 44 al primei reprize, chiar înainte de pauză (ruptură de menisc). A reușit să revină după cca 5 luni de absență (datorită operației și  recuperării), pe la jumătatea lunii decembrie 1983, pe finalul turului de campionat. A 2-a accidentare, cea mai gravă, care practic i-a pus punct carierei de fotbalist a lui Balaci, a fost provocată de fundașul băimărean Grigore Arezanov, într-un meci de campionat (etapa a 19-a, în minutul 69 al partidei), jucat la Baia Mare, la 21 februarie 1984. (ruptură de ligamente încrucișate și menisc exterior la genunchiul stâng); A fost o pierdere imensă pentru echipa națională  care în vara anului 1984 participa la turneul final al Campionatului European;
Ca antrenor a avut performanțe notabile cu echipe din Africa de Nord și din zona țărilor arabe.
În martie 2008 a fost decorat cu Ordinul „Meritul Sportiv” clasa a III-a, pentru participarea la Campionatul European din 1984 și pentru întreaga activitate.
A devenit cetățean de onoare al Municipiului Drobeta-Turnu Severin post-mortem.

## Statistici carieră
| Statistici carieră | Statistici carieră    | Statistici carieră | Statistici carieră | Statistici carieră |
| Sezon              | Club                  | Campionat          | Meciuri            | Goluri             |
| ------------------ | --------------------- | ------------------ | ------------------ | ------------------ |
| 1973–74            | Universitatea Craiova | Divizia A          | 27                 | 3                  |
| 1974–75            | Universitatea Craiova | Divizia A          | 29                 | 7                  |
| 1975–76            | Universitatea Craiova | Divizia A          | 27                 | 3                  |
| 1976–77            | Universitatea Craiova | Divizia A          | 32                 | 12                 |
| 1977–78            | Universitatea Craiova | Divizia A          | 28                 | 12                 |
| 1978–79            | Universitatea Craiova | Divizia A          | 17                 | 0                  |
| 1979–80            | Universitatea Craiova | Divizia A          | 29                 | 6                  |
| 1980–81            | Universitatea Craiova | Divizia A          | 29                 | 12                 |
| 1981–82            | Universitatea Craiova | Divizia A          | 31                 | 10                 |
| 1982–83            | Universitatea Craiova | Divizia A          | 27                 | 10                 |
| 1983–84            | Universitatea Craiova | Divizia A          | 4                  | 0                  |
| 1984–85            | Universitatea Craiova | Divizia A          | 5                  | 1                  |
| 1984–85            | FC Olt Scornicești    | Divizia A          | 13                 | 3                  |
| 1985–86            | FC Olt Scornicești    | Divizia A          | 17                 | 4                  |
| 1986–87            | FC Dinamo București   | Divizia A          | 26                 | 1                  |
| 1987–88            | FC Dinamo București   | Divizia A          | 6                  | 0                  |

## Performanțe

### Ca jucător
- Campion național: 3 titluri, în 1974, 1980 și 1981
- Cupa României: 4 victorii, în 1977, 1978, 1981 și 1983
- Fotbalistul nr.1 în România: 2 titluri, în 1981 și 1982
- 347 prezențe în Divizia A, 84 de goluri
- Debut în Divizia A: 12 august 1973: Jiul Petroșani - Universitatea 1-1
- 65 prezențe în echipa națională, 8 goluri
- 2 prezențe în echipa olimpică
- 2 prezențe în echipa U21
- 38 prezențe în cupele europene, 7 goluri
- Debut în echipa națională: 23 martie 1974, Franța - România 1-0 (este cel mai tânăr debutant în echipa națională; avea numai 17 ani și 6 luni!)

### Ca antrenor
Club Africain Tunis (Tunisia)
- Liga Tunisiană 1991-1992
- Cupa Tunisiei: 1991-1992
- Cupa Campionilor Africii: 1992
- Cupa Afro-Asiatică: 1992

Olimpique Casablanca (Maroc)
- Liga Marocului: 1993-94
- Cupa Marocului: 1992-93
- Cupa Cupelor țărilor arabe (2): 1993 și 1994

Al Shabab (Emiratele Arabe Unite)
- Liga E.A.U.: 1994–95
- Cupa Președintelui Emiratelor Arabe Unite: 1995-96

Al Nassr Riad (Arabia Saudită)
- Cupa Campionilor Golfului 1996-1997

Al Hilal (Arabia Saudită)
- Liga I din Arabia Saudită 1997-98
- Cupa Campionilor Golfului 1998
- Cupa Cupelor țărilor arabe: 2000-01
- Supercupa Asiei: 2000-01
- Cupa Prințului Moștenitor Saudit: 2002-03

Al Ain (Emiratele Arabe Unite)
- Cupa Președintelui Emiratelor Arabe Unite: 1998-1999
- Liga E.A.U. 1999-00

Al Sadd (Qatar)
- Liga Campionilor țărilor arabe: 2001-02
- Cupa Emirului Qatarului: 2001-02

Al Ahli (Emiratele Arabe Unite)
- Cupa Președintelui Emiratelor Arabe Unite: 2003-04

Al-Hilal Omdurman (Sudan)
- Prima Ligă de Fotbal din Sudan: 2016

## Decesul
Ilie Balaci a murit la Craiova, pe 21 octombrie 2018, în urma unui infarct miocardic.